# Szilágyság
De Szilágyság is een Hongaarse etnografische streek in de districten Sălaj en Satu Mare in Transsylvanië in Roemenië.
Volgens oude Hongaarse bronnen werd het gebied voor de komst van de Hongaren in het jaar 896 bevolkt door slavische stammen. Daarna werd de Szilágyság eeuwenlang bewoond door de Hongaren. Vanaf de 15e en 16e eeuw trekken er Roemeense herders het gebied in. In de 18e eeuw volgt een instroom met Duitse kolonisten, met name in de gemeente Hodod. In de steden wonen ook Joodse minderheden, deze gemeenschap verdwijnt in de Tweede Wereldoorlog door deportaties.
Vanaf 1920 behoort het gebied tot Roemenië. In de periode 1940 tot en met 1944 is het gebied weer even in Hongaarse handen om daarna tot op de dag van vandaag Roemeens te blijven.
De Hongaren worden in aantal de afgelopen decennia steeds minder, de streek heeft echter tot op heden haar Hongaarstalige karakter weten te behouden. De Roemenen vormen alleen in de stad Șimleu Silvaniei nu de meerderheid .

## Bevolking

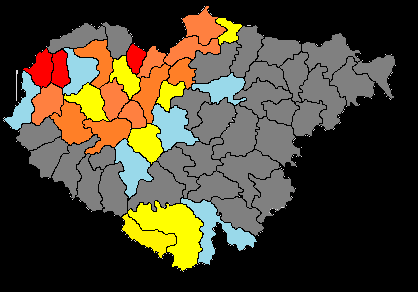
De Hongaren in het District Salaj tijdens de volkstelling van 2011. Rood = Aandeel Hongaren boven 80%, Oranje = Hongaarse meerderheid tussen 50 - 79%, Geel = Hongaarse minderheid boven 20%, Blauw = Hongaarse minderheid tussen 10 - 20%, Grijs = Hongaarse minderheid onder de 10%.

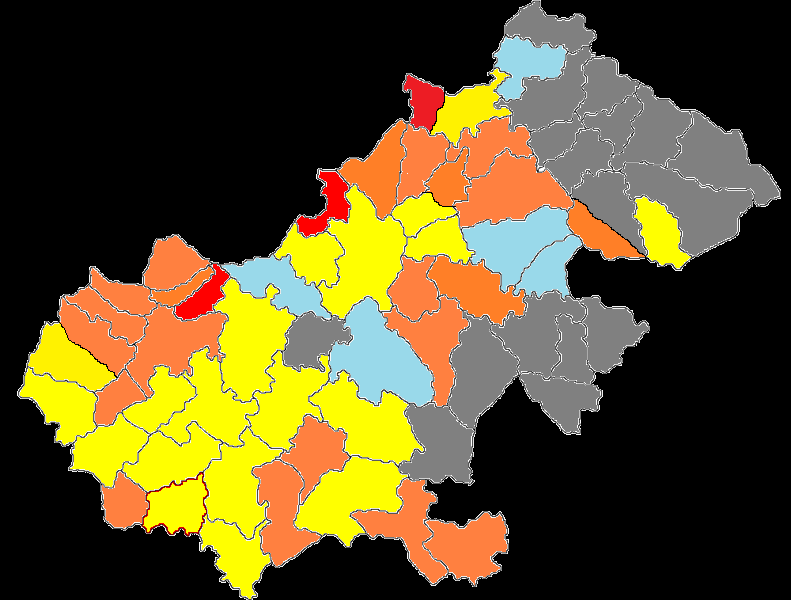
De Hongaren in het District Satu Mare tijdens de volkstelling van 2011. De twee gemeenten in het zuidoosten behoren tot de streek Szilágyság. Rood = Aandeel Hongaren boven 80%, Oranje = Hongaarse meerderheid tussen 50 - 79%, Geel = Hongaarse minderheid boven 20%, Blauw = Hongaarse minderheid tussen 10 - 20%, Grijs = Hongaarse minderheid onder de 10%.

Volgens de volkstelling van 2011. was de bevolking van de streek als volgt:
| Gemeente         | Totaal | Roemenen | Hongaren |
| ---------------- | ------ | -------- | -------- |
| Bogdand          | 2.872  | 1.038    | 1.650    |
| Boghiș           | 1.858  | 129      | 1.282    |
| Camăr            | 1.741  | 107      | 1.509    |
| Carastelec       | 1.089  | 67       | 964      |
| Cehu Silvaniei   | 7.214  | 3.136    | 3.564    |
| Coșeiu           | 1.198  | 553      | 611      |
| Crasna           | 6.485  | 1.602    | 4.103    |
| Dobrin           | 1.660  | 778      | 1.295    |
| Hereclean        | 3.575  | 1.315    | 2.084    |
| Hodod            | 3.056  | 778      | 2.059    |
| Ip               | 3.648  | 1.348    | 1.716    |
| Nușfalău         | 3.600  | 442      | 2.494    |
| Pericei          | 3.768  | 1.314    | 2.129    |
| Sălățig          | 2.913  | 1.253    | 1.601    |
| Șamșud           | 1.723  | 27       | 1.580    |
| Sărmășag         | 6.092  | 870      | 4.568    |
| Șimleu Silvaniei | 14.436 | 8.730    | 3.000    |
| Vârșolț          | 2.209  | 616      | 1.458    |
| Totaal           | 69.137 | 23.617   | 37.667   |

Steden
- Cehu Silvaniei
- Șimleu Silvaniei

De Hongaren vormen met 37.667 personen (54%) de absolute meerderheid, de Roemenen volgen met ongeveer een derde van de bevolking (34%). Verder wonen er in de streek veel Roma en etnische Duitsers. In totaal wonen er 69.137 personen in de Szilágyság tijdens de Roemeense volkstelling van 2011.
Direct ten noorden van de districtsgrens ligt de gemeente Sülelmed (Ulmeni), deze gemeente behoorde van oudsher ook toe tot de Szilágyság. In 2011 had het 7 270 inwoners, 1 664 Hongaren (23,8%). De dorpen Arduzel (Szamosardó) en Mânău (Monó) kennen een Hongaarse meerderheid. En zo zijn er meer dorpen aan de grens van het gebied die traditioneel behoren tot de etnografische regio maar in een gemeente liggen met een Roemeense meerderheid. Zo ook bijvoorbeeld in Marca waar het dorp Leşmir (Lecsmér) een bevolking van meer dan 70% Hongaren kent.